# قائمة ملاعب كرة القدم في ليبيا
هذ قائمة بملاعب كرة القدم في ليبيا

## القائمة
1. ملعب 11 يونيو (طرابلس)
2. ملعب فرع الأول ل11 يونيو (طرابلس)
3. ملعب فرع ثاني ل11 يونيو (طرابلس)
4. ملعب فرع ثالث ل11 يونيو (طرابلس)
5. ملعب البلدي (طرابلس)
6. ملعب قرجي (طرابلس)
7. ملعب سواني (طرابلس)
8. ملعب الاشغال (طرابلس)
9. ملعب باب بن غشير (طرابلس)
10. ملعب عزيزية (طرابلس)
11. ملعب (طرابلس)
12. ملعب 23 يوليو (بنغازي)
13. ملعب فرع الأول ل23 يوليو (بنغازي)
14. ملعب البركة (بنغازي)
15. ملعب حي محيشي (بنغازي)
16. ملعب هوغو تشافيز (بنغازي)
17. ملعب مركز رعاية الشباب (درنة)
18. ملعب درنة (درنة)
19. ملعب مصراتة القديم (مصراتة)
20. ملعب مصراتة الجديد (مصراتة)
21. ملعب البيضاء (البيضاء)
22. ملعب أول سبتمبر (البيضاء)
23. ملعب نادي الأنصار (البيضاء)
24. ملعب الوثيقة الخضراء (البيضاء)
25. ملعب سبها (سبها)
26. ملعب سوسة (سوسة)
27. ملعب طبرق (طبرق)
28. ملعب هون (هون)
29. ملعب ودان (ودان)
30. ملعب ابيار (الابيار)
31. ملعب الخمس (خمس)
32. ملعب زليطن (زليطن)
33. ملعب جنزور (جنزور)
34. ملعب عجيلات (عجيلات)
35. ملعب صبراتة (صبراتة)
36. ملعب صرمان (صرمان)
37. ملعب زوارة (زوارة)
38. ملعب غريان (غريان)
39. ملعب مزدة (مزدة)
40. ملعب تغرنة (تغرنة)
41. ملعب نالوت (نالوت)
42. ملعب الصداقة شحات (شحات)[1]